# Храм всех святых, в земле Российской просиявших (Итусайнго)
Храм всех святых, в земле Российской просиявших (исп. Iglesia de Todos los Santos de Rusia) — храм Южноамериканской епархии РПЦЗ (фактически Южноамериканской епархии неканонической РПЦЗ(А)), расположенная в городе Итусайнго, пригороде Буэнос-Айреса, Аргентина.
На официальном сайте Южно-Американской епархии РПЦЗ описывается как «принадлежащий епархии Русской Зарубежной Церкви, но беззаконно удерживаемый с 2007 года раскольниками, воспрещающими православным верующим доступ не только в сам храм, но и в историческую Усыпальницу, где находятся останки около 400 русских эмигрантов, приехавших в Аргентину, в основном, после Второй Мировой Войны».

## История
Приход в Итусаинго был устроен священником Георгием Романовым, прибывшим 1 декабря 1946 года из Женевы в Буэнос-Айрес вместе с семьёй по поручению Архиерейского Синода «для работы там подготовке переселению эмиграции из Европы». Прибыв в Аргентину, иерей Георгий начал работать для исполнения данного ему послушания. Было основано общество «Православный русский очаг», при помощи которого было арендовано большое помещение старых конюшен, в которое временно поселяли прибывающих переселенцев. Там же, в крайней комнате, была устроена походная церковь во имя всех святых в Земле Российской Просиявших, освящённая 18 июня 1947 года. В храме был введён строгий, почти монастырский, устав служб. Дети, прибывши с родителями, смогли посещать государственную школу, а в «Очаге» они получали православное и национальное воспитание. «Очаг» имел также свою столярную мастерскую, которая с времени превратилась в существенный источник дохода.
В 1950-х годах русская община состояла из приблизительно пятидесяти семей.
В 1955 году общество смогло приобрести большой участок земли и начать строительство большого, по меркам русского зарубежья храма. Закладку храма совершил архиепископ Иоасаф (Скородумов). Проект двух домов, которые строились одновременно с церковью (дом для клира и старческий дом), предполагал, по специальному указанию Первоиерарха РПЦЗ митрополита Анастасия (Грибановского), возможность поселить в них Архиерейский Синод, если по каким-либо обстоятельствам он не смог бы продолжать свою деятельность в США.
В крипте храма в 1957 году был освящён ещё один престол в честь преподобного Иоанна Многострадального Печерского, где хранилась частица его мощей. В нижней церкви была устроена по особому разрешению властей усыпальница для православных русских людей, поскольку по местному закону по истечении 5-летнего срока с момента захоронения кости извлекаются из могил и переносятся в общие захоронения, что не устраивало русских эмигрантов. Местные власти пошли на уступки и по ходатайству священноначалия РПЦЗ разрешили переносить прах православных людей сюда, в церковь преподобного Иоанна Многострадального. Среди прочих в этой усыпальнице похоронены писатель Г. А. Теславский и полковник М. С. Титов.
Строительство осуществляли протоиерей Георгий Романов, Иван Юркевич, Франциско Фатур и Валериано Баркоу. Строительство храма в новгородском стиле завершилось в 1962 году. В крипте храма была устроена усыпальница святого Иоанна Печерского, на стеллажах в небольших гробах были помещены останки усопших, которые с истечением времени аренды могильных участков, переносились сюда с кладбищ. Кроме того, были построены дома для бедных и бессемейных стариков «Русский очаг», дом для настоятеля и причта.
11 марта 1968 года создатель прихода протоиерей Георгий Романов скончался.
Уже в 1991 году, когда храм посетили участники VII съезда русской православной молодёжи, отмечалось, что «храм пребывает сейчас в некотором запустении».
В мае 2007 года настоятель храма протоиерей Владимир Шленёв не принял Акта о каноническом общении и вместе с приходом присоединился к неканоническому ВВЦУ РПЦЗ под председательством епископа Агафангела (Пашковского).